# Peltogyne heterophylla
Peltogyne heterophylla är en ärtväxtart som beskrevs av Marlene Freitas da Silva. Peltogyne heterophylla ingår i släktet Peltogyne och familjen ärtväxter. Inga underarter finns listade i Catalogue of Life.